# Ortheziola vejdovskyi
Ortheziola vejdovskyi är en insektsart som beskrevs av Šulc 1895. Ortheziola vejdovskyi ingår i släktet Ortheziola och familjen vaxsköldlöss. Arten är reproducerande i Sverige. Inga underarter finns listade i Catalogue of Life.